# Convenant de Stans
 (mai 2009).
Si vous disposez d'ouvrages ou d'articles de référence ou si vous connaissez des sites web de qualité traitant du thème abordé ici, merci de compléter l'article en donnant les références utiles à sa vérifiabilité et en les liant à la section « Notes et références ».

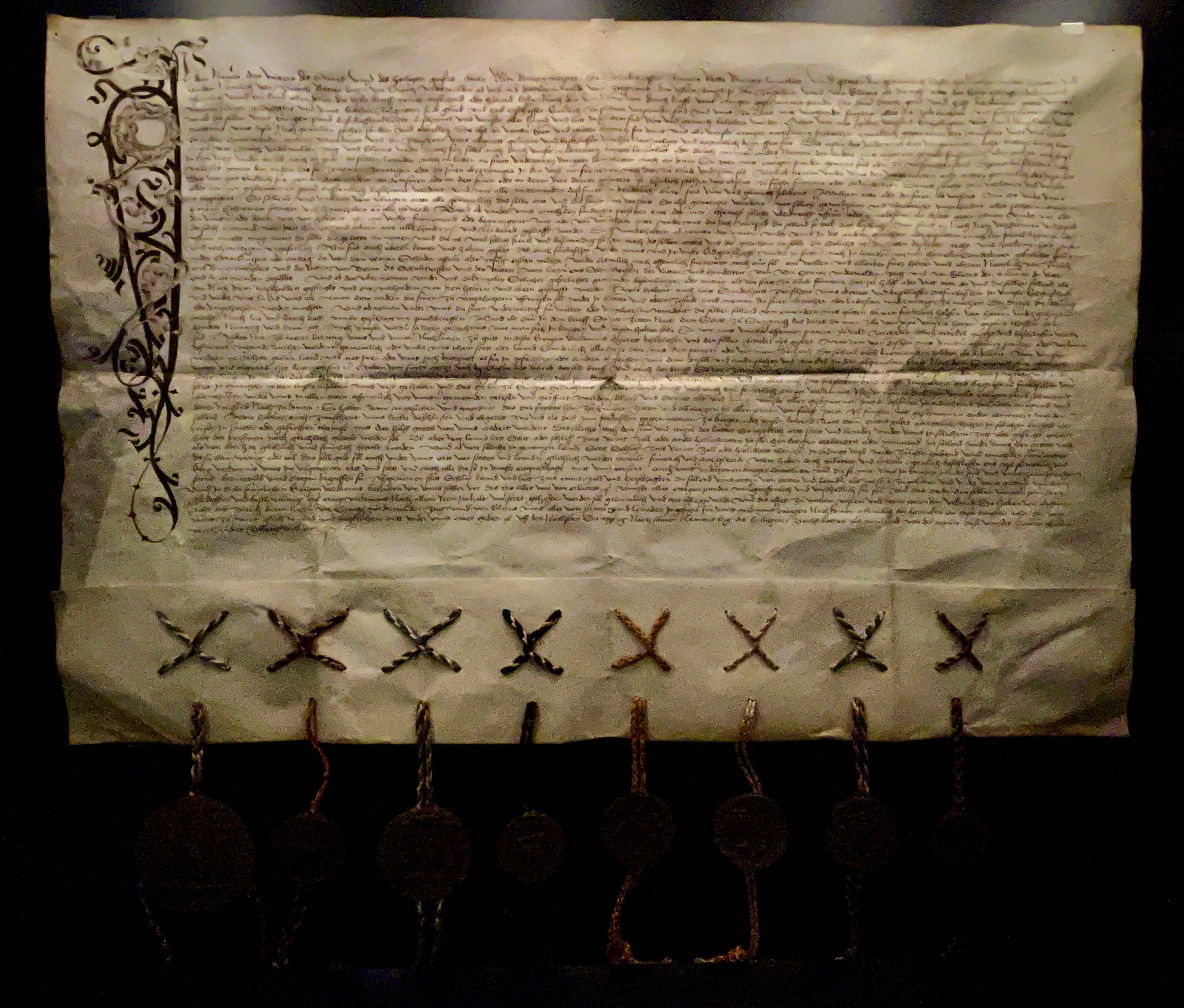
Parchemin du traité du Convenant de Stans, comportant les sceaux des huit cantons signataires (Archives cantonales de Sarnen)

Le convenant de Stans est un traité signé le 22 décembre 1481 entre les différents cantons suisses de la Confédération de l'époque, à savoir Zurich, Berne, Lucerne, Uri, Schwytz, Unterwald, Zoug et Glaris.

## Situation
À la fin du XVe siècle, un litige opposait les quatre cantons-villes de Lucerne, Zurich, Berne et Zoug et les quatre cantons campagnards d'Uri, Schwytz Unterwald et Glaris sur l'admission au sein de la Confédération (alors huit cantons, qui deviendra la Confédération des XIII cantons) des cités alliées de Fribourg et Soleure.
Les tensions entre les deux parties existaient déjà au milieu du siècle[réf. nécessaire], lorsque les cantons campagnards accusaient les cantons villes de s'être adjugé la plus grande partie du butin de la guerre de Bourgogne[réf. nécessaire]. De plus, les trois Waldstätten craignent que l'admission de deux nouvelles villes déséquilibre encore plus le rapport, déjà fragile, entre villes et campagnes, et accentuent « la prépondérance des cantons-ville »[réf. nécessaire]. 
À la suite de l'Expédition de la Folle Vie en février 1477, Zurich, Berne et Lucerne conclurent, le 23 mai 1477, un traité de combourgeoisie avec Fribourg et Soleure, ce qui exacerba les tensions avec les Waldstätten. Cet événement donna lieu à l'Affaire Amstalden (1477 - 1478), durant laquelle Obwald chercha à exploiter les tensions régnant dans l'Entlebuch, dont les habitants étaient mécontents de la suzeraineté lucernoise. 
Chacun restant sur ses positions, « à la diète de Stans, le 22 décembre 1481, on était au point de s'en aller pour trancher peut-être par les armes »[réf. nécessaire].

## L'intervention de Nicolas de Flue
Ce fut grâce à la médiation de l'Obwaldais, Nicolas de Flue, qu'un compromis fut trouvé. Son message fut : 

« Chers seigneurs, fidèles Confédérés, je viens ici, faible vieillard, appelé de ma solitude par mon meilleur ami et frère, pour vous parler de la patrie. Je vous souhaite beaucoup de bien, et si je pouvais vous en procurer, je voudrais que mes paroles vous engageassent à la paix. Je suis, à la vérité, un homme ignorant, mais mon conseil est en bonne conscience, comme je pense que Dieu m'a instruit. Confédérés, pourquoi avez-vous fait des guerres ? Parce qu'il ne pouvait en être autrement. Qui vous a donné la victoire ? Dieu et la force de vos bras réunis. Et maintenant vous voulez vous diviser pour l'amour du butin. Confédérés, ne laissez pas dire cela de vous. En toute loyauté et fidélité je vous conseille, à vous des villes, je vous conjure instamment de renoncer à un traité qui afflige les anciens cantons. Vous, des cantons primitifs, songez comme Soleure et Fribourg ont combattu à côté de vous et recevez-les dans l'alliance. Vous tous, Confédérés, dans les différends qui peuvent s'élever entre des frères, accordez, selon l'équité, un droit égal aux deux parties. Que dans les guerres les conquêtes soient partagées par cantons, le butin par têtes. En outre, n'élargissez pas trop la barrière qui vous environne ; évitez les affaires étrangères ; soyez des voisins paisibles ; et si quelqu'un veut vous opprimer, qu'il trouve des hommes. Loin de vous de recevoir de l'argent pour la patrie ; gardez -vous de divisions : elles vous détruiraient. Aimez-vous les uns les autres, Confédérés, et que le Dieu tout- puissant vous garde en sa bonté, comme il l'a fait jusqu'à aujourd'hui. »

Son message peut être résumé ainsi :  « N'allez pas trop loin. Vous n'êtes pas appelés à la puissance extérieure, mais à la liberté dans des limites clairement tracées ». C'est en se fondant sur leur solidarité que les Confédérés pouvaient surmonter les divergences et les crises. Le compromis visait à ne pas accorder aux deux nouveaux cantons la même autonomie qu'aux huit premiers Confédérés, notamment en matière d'alliance et de politique étrangère[réf. nécessaire].
Après une seconde intervention de l'ermite du Ranft, la Diète de Stans, réunie du 18 au 22 décembre, adopta le Convenant de Stans le 22 décembre 1481 et signa un traité d'alliance avec Soleure et Fribourg, qui rejoignirent ainsi la Confédération.

## Contenu du traité
Ce Convenant reprit certaines clauses de la Charte des prêtres et du Convenant de Sempach qui condamnaient « l'emploi de la force par malignité' ». À la suite des guerres de Bourgogne, des clauses relatives à la répartition du butin et des conquêtes y furent ajoutées.
Les circonstances de la signature du Convenant rapprochaient les cantons villes et les cantons campagnards et raffermirent encore la cohésion des Confédérés[réf. nécessaire]. Ceux-ci battirent le Saint-Empire germanique lors de la guerre de Souabe en 1499 et se libèrèrent de leurs obligations envers l'empereur[réf. nécessaire]. « Dans les faits, c'est l'indépendance[réf. nécessaire]. »

## Sources
- Arthur Mojonnier, Histoire de la Confédération, page 134.
- « Le Convenant de Stans (1481) », dans Le droit Suisse.
- Antoine Castell, Les Chartes Fédérales de Schwyz, p. 91.
- Peter Dürrenmatt, Histoire illustrée de la Suisse, Payot, 1958 [détail des éditions], p. 1.
- Grégoire Nappey, illustrations de Mix et Remix, Histoire suisse, Le Mont-sur-Lausanne, LEP, 2007 [détail des éditions].
- « Convenant de Stans », Dictionnaire historique de la Suisse